# Hopea apiculata
Espèce
Statut de conservation UICN

 EN B1ab(iii,v) : En danger
Hopea apiculata est une espèce de plantes du genre Hopea de la famille des Dipterocarpaceae.